# Lochwinnoch (Regno Unito)

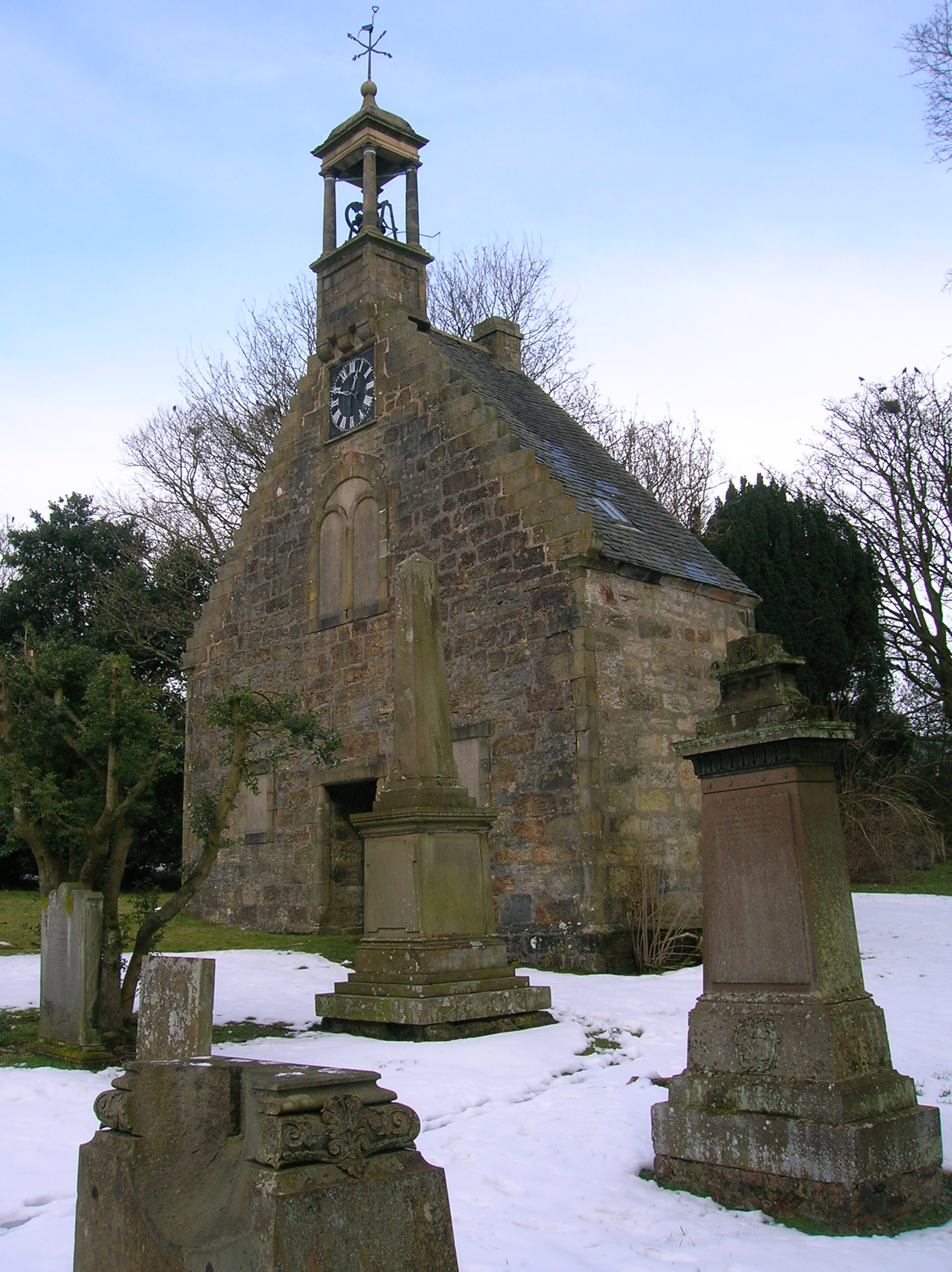
Lochwinnoch: la chiesa di San Giovanni

Lochwinnoch (in Scots: Lochineuch; in gaelico scozzese: Loch Eanach) è una località di circa 2.800 abitanti della Scozia sud-occidentale, facente parte dell'area di consiglio del Renfrewshire e situata lungo il corso del fiume Calder e lungo le sponde del Castle Semple Loch.

## Geografia fisica
Lochwinnoch si trova a circa 8 miglia a sud-ovest di Paisley.

## Origini del nome
Il nome della località significa "loch di San Winnan", in riferimento ad un santo che sarebbe transitato nel villaggio nel VI secolo.

## Storia

### Dalla fondazione ai giorni nostri
Il villaggio è menzionato sin dal XII secolo.
A partire dal 1772, il villaggio abbandonò la sua vocazione agricola grazie alla costruzione di un mulino lungo il fiume Calder. In seguito, sempre nel corso del XVIII secolo, furono costruiti altri otto mulini.
Nel 1799, il villaggio contava una popolazione pari a 500 abitanti.

## Monumenti e luoghi d'interesse

### Architetture religiose
- Rovine della Lochwinnoch Collegiate Church, risalente al 1504[3][4]

### Architetture militari
Nei dintorni del villaggio, si trovano le rovine del Barr Castle, risalente al XV secolo.

### Architetture civili
- Castle Semple House[3]

## Società

### Evoluzione demografica
Al censimento del 2011, Lochwinnoch contava una popolazione pari a 2.880 abitanti
La località ha conosciuto un incremento demografico rispetto al 2001, quando contava una popolazione pari a 8.810 abitanti.